# Braconnage à Mayotte
Le braconnage à Mayotte vise essentiellement les tortues,, une espèce menacée,,. 